# Manon Lescaut
Manon Lescaut (tiếng Pháp: L'Histoire du Chevalier des Grieux et de Manon Lescaut, có nghĩa là Lịch sử của Chevalier xứ Grieux và Manon Lescaut) còn được xuất bản ở Việt Nam với tên Mai-nương Lệ-cốt, là một cuốn tiểu thuyết của nhà văn người Pháp Abbé Prévost. Tác phẩm được xuất bản vào năm 1731 và là phần thứ bảy cũng là phần cuối của Mémoires et aventures d'un homme de qualité (tiếng Việt: Hồi ức và cuộc phiêu lưu của một người đàn ông có phẩm giá). Nó nhận nhiều sự chỉ trích về một số chi tiết nên sau đó Prevost đã viết lại nó vào năm 1753 và đã bỏ qua những chi tiết tai tiếng và thêm vào một vài chi tiết nhẹ nhàng hơn. Cốt truyện của tác phẩm đã được dựng thành nhiều vở opera. Đầu tiên là vở opera cùng tên của Daniel Auber được viết vào năm 1856. Tiếp theo là vở Manon của Jules Massenet, được sáng tác vào năm 1882-1883 và vở cùng tên với cuốn tiểu thuyết của Giacomo Puccini, vở này được sáng tác vào năm 1890-1892. Cuối cùng là vở Boulevard Solitude của Hans Werner Henze, tác phẩm này ra mắt khán thính giả vào ngày 17 tháng 2 năm 1952. Ngoài ra, cuốn tiểu thuyết còn là đề tài cho vở ballet Lịch sử của Manon (dựa trên âm nhạc của Massenet) và vở cùng tên (của Jean-Louis Aumer). Đồng thời, cuốn tiểu thuyết còn là chủ đề cho bộ phim cùng tên của Vítězslav Nezval (có chút sửa chữa để hoàn thiện hơn về mặt nghệ thuật).